# 1200년대
1200년대는 1200년부터 1209년까지를 가리킨다.